# 格羅斯艾爾 (路易斯安那州)
格羅斯艾爾（英語：Grosse Isle）是位於美國路易斯安那州弗米利恩堂區的一個非建制地區。

## 地理
格羅斯艾爾所處的海拔為高於海平面3米（即10英呎），而該地所採用的時區為UTC-6，即北美中部時區（CST）。同時該地設有夏令時間，為UTC-6調快一小時，即UTC-5（CDT）。